# Galho

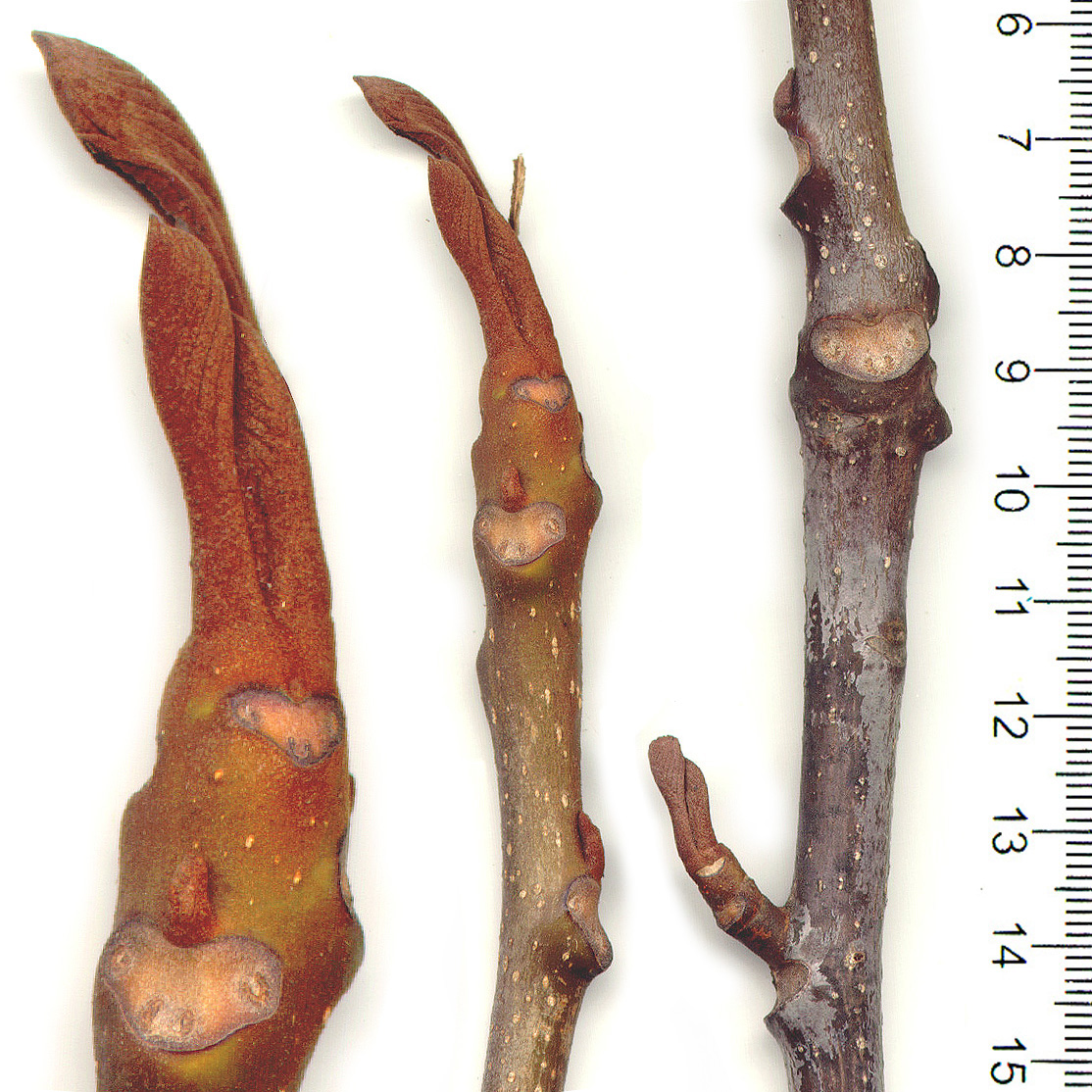
Alguns exemplares de galhos.

Um galho é um ramo secundário fino e pequeno de uma árvore ou arbusto.
Os gomos do galho são uma importante característica diagnóstica, assim como as cicatrizes de abscisão onde as folhas caíram. A cor, a textura e o padrão da casca do galho também são importantes, além da espessura e natureza de qualquer parte do galho.
Existem dois tipos de galho, galhos vegetativos e esporas de frutificação. Esporões de frutificação são galhos especializados que geralmente se ramificam nas laterais dos galhos e são grossos e de crescimento lento, com muitas marcas de anéis anulares de épocas passadas. A idade e a taxa de crescimento de um galho podem ser determinadas pela contagem das cicatrizes terminais de inverno, ou pela marcação do anel anular, ou ainda pelo comprimento do galho.